# Día de la sopa mondeña
El día de la sopa mondeña es un festival gastronómico celebrado en Monda (Málaga) España.

## Características
Como su nombre indica, está dedicado a la sopa mondeña, uno de los platos más típicos de la zona. Durante el día, los habitantes de la localidad cocinan en cada rincón del pueblo éste plato, que puede degustarse gratuitamente por los visitantes, además de otros productos típicos de la zona.
El día de la sopa mondeña tiene lugar el último domingo de marzo y tiene sus orígenes en el siglo XIX, aunque esta fiesta viene celebrándose anual e ininterrumpiadamente desde 1996.